# Полинезийская подобласть
Полинезийская подобласть — фаунистическая подобласть, входящая в состав Индо-Малайской фаунистической области. Составная часть Палеотропического царства. Расположена на островах Полинезии, Самоа, Тонга и других. Сюда же относят и Фиджи. Гавайские острова составляют отдельную подобласть (Гавайская подобласть).

## Фауна
В Полинезии преобладают странствующие формы, много птиц, млекопитающих — мало. Большая часть птиц связана с морем. Типичные виды — стрижи-саланганы, попугаи, голуби, нектарницы. Из млекопитающих характерны крыланы, из пресмыкающихся — гекконы, сцинки, удавы. Для Новой Каледонии характерна эндемичная птица кагу, единственный вид монотипического семейства кагу. На Самоа обитает эндемичный зубчаткоклювый голубь, на Тонга и Фиджи — 2 вида игуан. С помощью человека распространена была полинезийская крыса[уточнить].